# Harding (Mondkrater)
Harding ist ein relativ kleiner Einschlagkrater am nordwestlichen Rand der Mondvorderseite in der Ebene des Oceanus Procellarum, nordöstlich des Kraters von Braun.
Die Wälle des Kraters sind terrassiert und weisen kaum Erosionsspuren auf. Der Krater ist umgeben von einer hellen Ejektadecke.
Harding hat fünf Nebenkrater:
| Buchstabe | Position           | Durchmesser | Link |
| --------- | ------------------ | ----------- | ---- |
| A         | 40,37° N, 75,44° W | 14 km       |      |
| B         | 41,81° N, 76,38° W | 17 km       |      |
| C         | 42,37° N, 74,73° W | 8 km        |      |
| D         | 42,84° N, 67,62° W | 6 km        |      |
| H         | 40,74° N, 64,39° W | 6 km        |      |

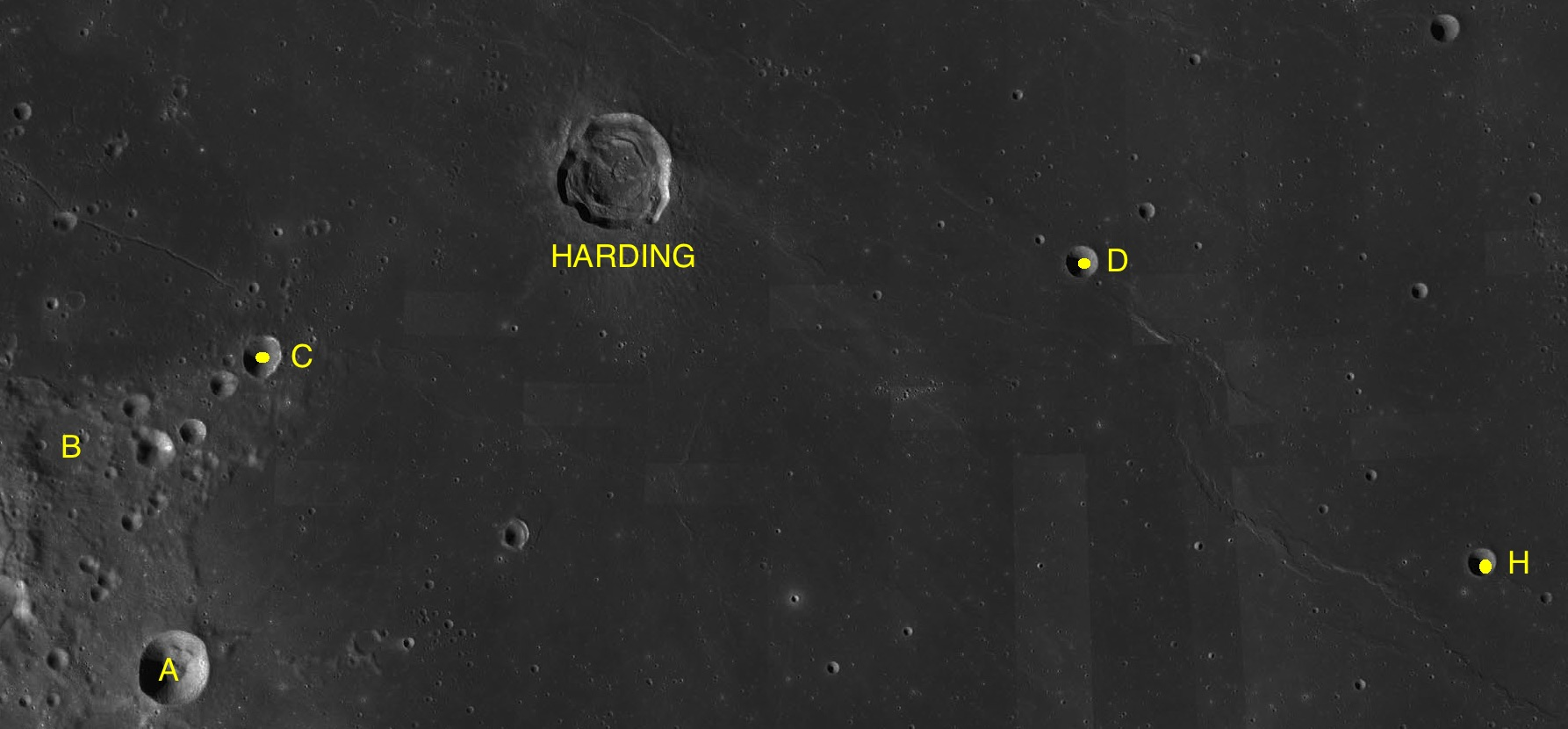
Harding mit seinen Nebenkratern

Der Krater wurde 1935 von der IAU nach dem deutschen Astronomen Karl Ludwig Harding offiziell benannt.